# إرنست بي. برايس
إرنست بي. برايس (بالإنجليزية: Ernest B. Price)‏ هو دبلوماسي أمريكي، ولد في 13 أكتوبر 1890 في هنثادا ‏ في ميانمار، وتوفي في 20 أكتوبر 1973 في لوس غاتوس في الولايات المتحدة.